# 第6次長期滞在
第6次長期滞在（だい6じちょうきたいざい、Expedition 6）は、国際宇宙ステーション（ISS）への6回目の長期滞在ミッションである。

## 乗組員
| 機長                                 | フライトエンジニア1             | フライトエンジニア2         |
| ------------------------------------ | ------------------------------- | --------------------------- |
| ケネス・バウアーソックス, NASA 5度目 | ニコライ・ブダーリン, RSA 3度目 | ドナルド・ペティ,NASA 1度目 |

## ミッションパラメータ
- 近点：384km
- 遠点：396km
- 軌道傾斜角：51.6°
- 軌道周期：92分
- ドッキング：2002年11月25日21時59分（UTC）
- ドッキング解除：2003年5月3日22時43分0秒（UTC）
- ドッキング継続時間：159日0時間44分

## ミッションの目的
乗組員は2002年11月にスペースシャトル・エンデバーによるSTS-113で打ち上げられた。このミッションは4ヶ月続き、2003年3月にアトランティスによるSTS-114が第7次長期滞在の乗組員を運んで来ることで終了する予定だった。しかしコロンビア号空中分解事故が発生して計画の変更を余儀なくされ、2003年5月までISSに留まることになった。彼らはソユーズTMA-1で地球に帰還し、人員の減った第7次長期滞在の乗組員はソユーズTMA-2でISSにやって来た。
スペースシャトルの打上げは、その後2年間以上に渡って行われず、ISSの維持管理はその間ソユーズとプログレス補給船によって行われた。
第6次長期滞在の乗組員は、2003年5月3日の午後10時（EDT）に地球に帰還した。宇宙旅行者のデニス・チトーが、2001年にソユーズに乗ったが、アメリカ合衆国の宇宙飛行士がソユーズに乗るのは、これが初めてだった。
ロシアの管制塔によると、ヘリコプターが乗組員を収容し、全員の健康が確認されたのは5月4日の午前2時45分頃だった。大気圏再突入カプセルは、予定された地点よりも444km離れた所に落下していた。
第6次長期滞在には、当初の予定ではドナルド・ペティの代わりにドナルド・トーマスが参加する予定だった。

## 宇宙遊泳
第6次長期滞在の期間中に2度の宇宙遊泳が行われた。どちらもQuest Airlockを拠点として、Extravehicular Mobility Unitsと呼ばれるアメリカ製宇宙服を着て行われた。当初は宇宙遊泳は1回の予定だったが、将来の組立てミッションのために2度目の宇宙遊泳の計画が4月8日に追加された。
今回の2度の宇宙遊泳によって、ISSの組立て及び維持管理のために行われた宇宙遊泳は通算51回となった。そのうち26回はステーションの外を拠点とし、17回はQuestからだった。バウアーソックスとペティは合計13時間17分の宇宙遊泳を行った。
宇宙遊泳1
ケネス・バウアーソックス、ドナルド・ペティ
時間：6時間51分
開始：2003年1月15日6時50分（CST）
終了：2003年1月15日13時41分（CST）
宇宙遊泳2
ケネス・バウアーソックス、ドナルド・ペティ
時間：6時間26分
開始：2003年4月8日7時40分（CST）

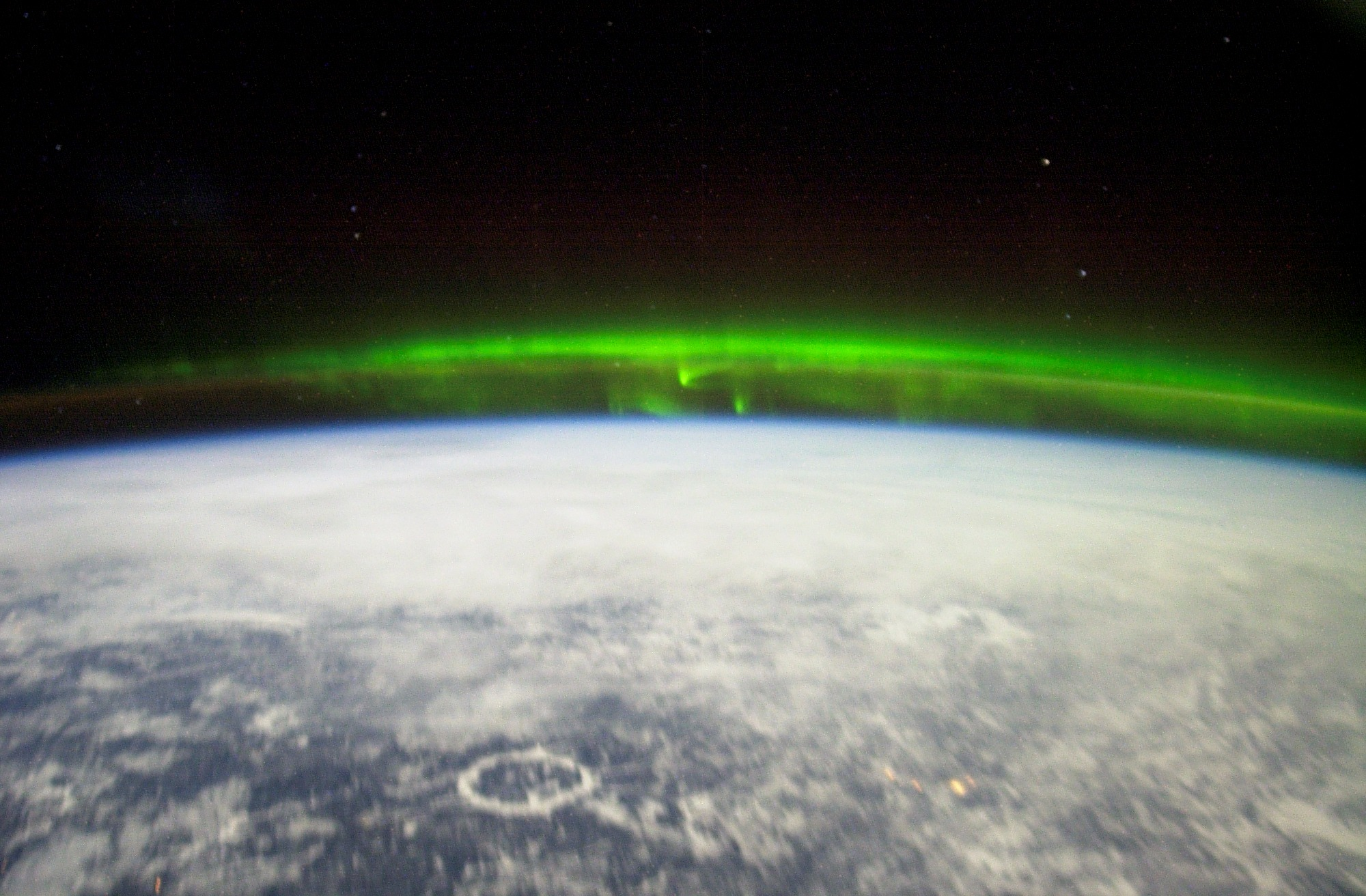
ISSから撮影されたオーロラとカナダのマニクアガン・クレーター（手前）

終了：2003年4月8日14時06分（CST）

## 文化への影響
第6次長期滞在は、クリス・ジョーンズの著書Too Far From Home: A Story of Life and Death in Spaceの主題となっている。
ビル・プルマンによる劇Expedition 6が2007年10月7日から、サンフランシスコのマジック・シアターで上演された。